# Old Parliament House

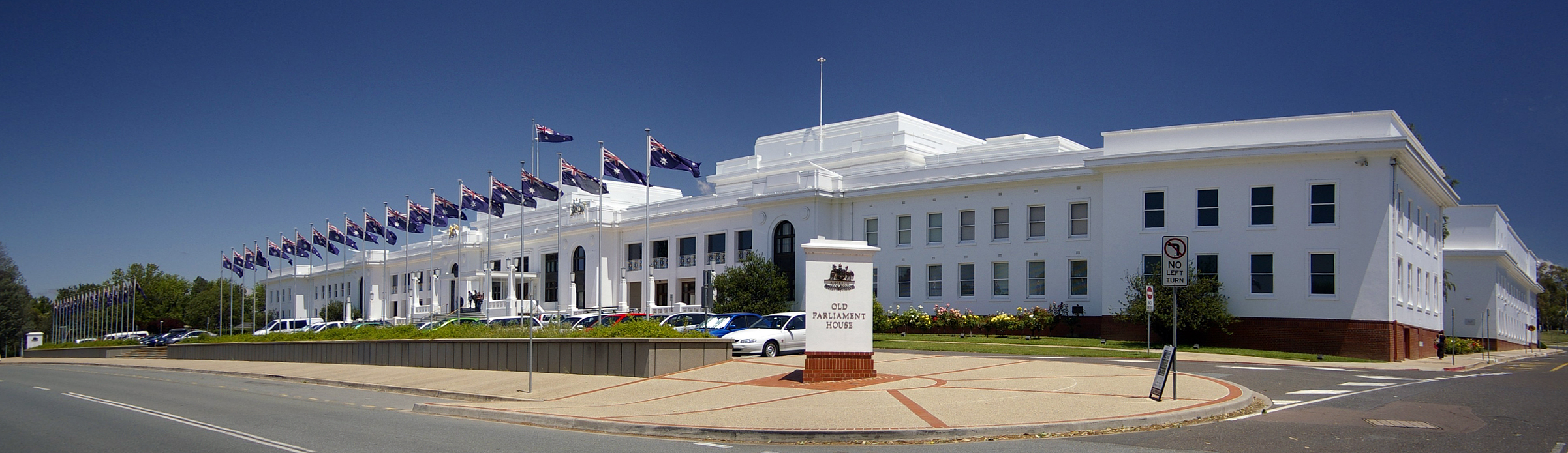
Le vieux parlement aujourd'hui.

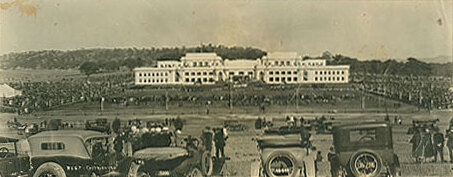
L'inauguration du vieux parlement en mai 1927.

Pour les articles homonymes, voir Parliament House.
L'ancien hôtel du Parlement (Old Parliament House), à Canberra, anciennement connu sous le nom de « Parlement provisoire », a été le siège du Parlement australien de 1927 à 1988.

## Histoire
Le bâtiment a été inauguré le 9 mai 1927 comme siège temporaire du Parlement fédéral à la suite du déménagement du Parlement depuis Melbourne vers la nouvelle capitale, Canberra, en attendant qu'un plus grand bâtiment puisse être construit. En 1988, le Parlement fédéral fut transféré au nouvel hôtel du Parlement sur Capital Hill. L'ancien hôtel du Parlement sert de lieu d'expositions temporaires, conférences et concerts. Le 1er mai 2008, il est devenu une annexe des bureaux du Premier Ministre, servant à recevoir le personnel du Secrétariat du Cabinet et le Secrétaire du Cabinet, le sénateur John Faulkner.
Imaginé par John Smith Murdoch et une équipe d'assistants, le bâtiment a été conçu pour être ni permanent, ni temporaire - seulement une construction « provisoire » qui devrait abriter le Parlement pendant cinquante ans. La conception de l'immeuble prévoyait d'y inclure des jardins,  de la décoration et de l'ameublement. Le bâtiment est de style « dépouillé classique », courant dans les édifices du gouvernement australien à Canberra construits dans les années 1920 et 1930. Il ne comprend pas d'éléments architecturaux classiques tels que colonnes, frontons ou entablements, mais présente l'ordre et la symétrie associés à l'architecture néo-classique. La conception du bâtiment a été, et est considérée comme un succès en raison de la clarté de la forme, la composition ordinaire, la blancheur éblouissante et l'échelle agréablement humaine du bâtiment.

## Emplacement
L'ancien parlement se trouve au pied de Capital Hill au cœur du Triangle parlementaire, qui est lui-même le cœur du Canberra conçu par Walter Burley Griffin avec une vue panoramique sur le lac Burley Griffin, l'Anzac Parade, le mémorial australien de la guerre et au-delà le mont Ainslie. 
De chaque côté du bâtiment se trouvent les jardins parlementaires d'un côté pour la Chambre des représentants (côté est) et de l'autre pour le Sénat (côté ouest) qui, pour Murdoch, faisaient partie intégrante de la construction, fournissant à la fois  un espace de divertissement et de contemplation pour les députés et les sénateurs. Les jardins ont été négligés pendant une période allant du moment où le bâtiment n'abrita plus le Parlement jusqu'en 1988. Après leur restauration, ils ont été officiellement rouverts au public en 2004 et sont maintenant connus sous le nom de National Rose Gardens. 